# 2015年改訂教育課程
2015年改訂教育課程は、 大韓民国教育部が告示した7次教育課程の改正教育課程であり、2015年9月23日に総論および各論がそれぞれ告示された。

## 主な内容
2015年改訂教育課程における主な項目を以下に記す。
1. ムンイグァ統合教育課程（統合社会、統合科学）
2. 中学校自由学期制の実施の基礎領域に「韓国史」を追加
3. SW（ソフトウェア）授業強化
4. 汎教科領域10個縮小と簡素化

## 適用年度
- 2017年 3月1日   ：小学校1〜2年生
- 2018年 3月1日   ：小学校3〜4年生、中学1年生、高校1年生（中学歴史、高校韓国史を除く）
- 2019年 3月1日   ：小学校5〜6年生、中学2年生、高校2年生（中学歴史、高校韓国史を除く）
- 2020年 3月1日   ：中学校3年生、高校3年生（中学歴史、高校韓国史は、2020年、中学校1年生、2020年高校1年生から）

## 各科目別コース

### 国語科
- 2009年の改正教育課程 
  - 一般：国語Ⅰ、国語Ⅱ、法と作文、読書や文法、文学、古典
  - 深化：文学概論、文章論、古典文学鑑賞、現代文学鑑賞、市創作入門、小説創作入門、文芸創作専攻実技
- 2015年の改正教育課程 
  - 共通  ：国語
  - 一般  ：法と作文、読書、言語とメディア、文学
  - 進路  ：実用的な国語、深化国語、古典読解

### 数学
- 2009年の改正教育課程 
  - 基本：算数
  - 一般：数学Ⅰ、数学Ⅱ、微積分Ⅰ、微積分Ⅱ、幾何とベクトル、確率と統計
  - 深化：高度な数学Ⅰ、高度な数学Ⅱ
- 2015年の改正教育課程 
  - 共通  ：数学[1]
  - 一般  ：数学Ⅰ [2] 数学Ⅱ、微積分、確率と統計
  - 進路  ：ジオメトリ、経済数学、実用的な数学、数学の課題探求

### 英語
- 2009年の改正教育課程 
  - 基本：基本の英語
  - 一般：実用英語Ⅰ、実用英語Ⅱ、実用英会話、実用的英語の読解と作文、英語Ⅰ、英語Ⅱ、英会話、英語読解と作文
  - 深化：深化英語、深化英会話Ⅰ、深化英会話Ⅱ、深化英語の読解Ⅰ、深化英語の読解Ⅱ、深化英語のライティング
- 2015年の改正教育課程 
  - 共通  ：英語
  - 一般  ：英語Ⅰ、英語Ⅱ、英会話、英語読解と作文
  - 進路  ：実用的な英語、英米圏の文化、英米文学読書、進路の英語

### 社会など（歴史/道徳を含む）
- 2009年の改正教育課程 
  - 一般：社会、韓国地理、世界の地理、韓国史*、東アジア史、世界史、経済、法、政治、社会・文化、生活と倫理、倫理と思想
  - 深化：国際政治、国際経済、国際関係と国際機関、世界の問題、比較文化、社会科学方法論、韓国の社会と文化、国際法、地域の理解、人類の未来社会、課題研究
- 2015年の改正教育課程 
  - 共通  ：統合社会
  - 一般  ：韓国地理、世界の地理、韓国史*、東アジア史、世界史、経済、政治と法[3] 社会的・文化、生活と倫理、倫理と思想
  - 進路  ：古典と倫理、旅行地理、社会問題探求

### 科学・理科
- 2009年の改正教育課程 
  - 一般の選択：融合科学、地球科学Ⅰ、地学Ⅱ、生命科学Ⅰ、生命科学Ⅱ、化学Ⅰ、化学Ⅱ、物理Ⅰ、物理Ⅱ
- 2015年の改正教育課程 
  - 共通  ：統合科学、科学探求実験
  - 一般  ：地球科学Ⅰ、生命科学Ⅰ、化学Ⅰ、物理学Ⅰ [4]
  - 進路  ：地球科学Ⅱ、生命科学Ⅱ、化学Ⅱ、物理学Ⅱ、 [5] 融合科学、科学史、生活と科学

### 体育
- 2015年の改正教育課程 
  - 一般  ：体育、運動と健康
  - 進路  ：スポーツの生活、体育の探求

### アート・美術・音楽・図画工作等
- 2015年の改正教育課程 
  - 一般  ：音楽、美術、演劇、舞踊
  - 進路  ：音楽演奏、音楽と批評、美術創作、美術鑑賞と批評

### 技術・家庭、情報
- 2015年の改正教育課程 
  - 一般  ：技術・家庭、情報[6]
  - 進路  ：農業生命科学、工学全般、Windows、海洋科学、家庭科学、知的財産

### 第2外国語、漢文
- 2015年の改正教育課程 
  - 一般  ：ドイツⅠ、日本語Ⅰ、フランス語Ⅰ、スペイン語Ⅰ、アラビア語Ⅰ、中国語Ⅰ、ベトナム語Ⅰ、ロシア語Ⅰ、漢文Ⅰ
  - 進路  ：ドイツⅡ、日本語Ⅱ、フランス語Ⅱ、スペイン語Ⅱ、アラビア語Ⅱ、中国語Ⅱ、ベトナム語Ⅱ、ロシア語Ⅱ、漢文Ⅱ

### 一般教養
- 2015年の改正教育課程 
  - 一般  ：哲学、論理学、心理学、教育学、宗教学、進路、職業、健康、環境、実用経済、論述